# Willy De Waele
 (janvier 2022).
Si vous disposez d'ouvrages ou d'articles de référence ou si vous connaissez des sites web de qualité traitant du thème abordé ici, merci de compléter l'article en donnant les références utiles à sa vérifiabilité et en les liant à la section « Notes et références ».
Pour les articles homonymes, voir De Waele.
Willy De Waele, né le 8 septembre 1937 à Audenarde et mort le 12 avril 2023, est un homme politique belge flamand, membre de OpenVLD.
Le 14 août 2008, en tant que bourgmestre, il donne l'ordre de retirer tous les drapeaux belges ornant les façades des bâtiments communaux et les fait remplacer par des drapeaux frappés du lion flamand. 
Il déclare ...qu'il ne croit plus en un État belge et qu'il ne remettra le drapeau tricolore que lorsque la Belgique aura été transformée en un État confédéral.

## Carrière politique
- 2001-2011    : bourgmestre de Lennik